# Тамьян-Катайский кантон
Тамья́н-Ката́йский канто́н (баш. Тамъян-Ҡатай кантоны) — административно-территориальная единица в Автономной Башкирской Советской Республике.
Административный центр — Белорецк.

## Географическое положение

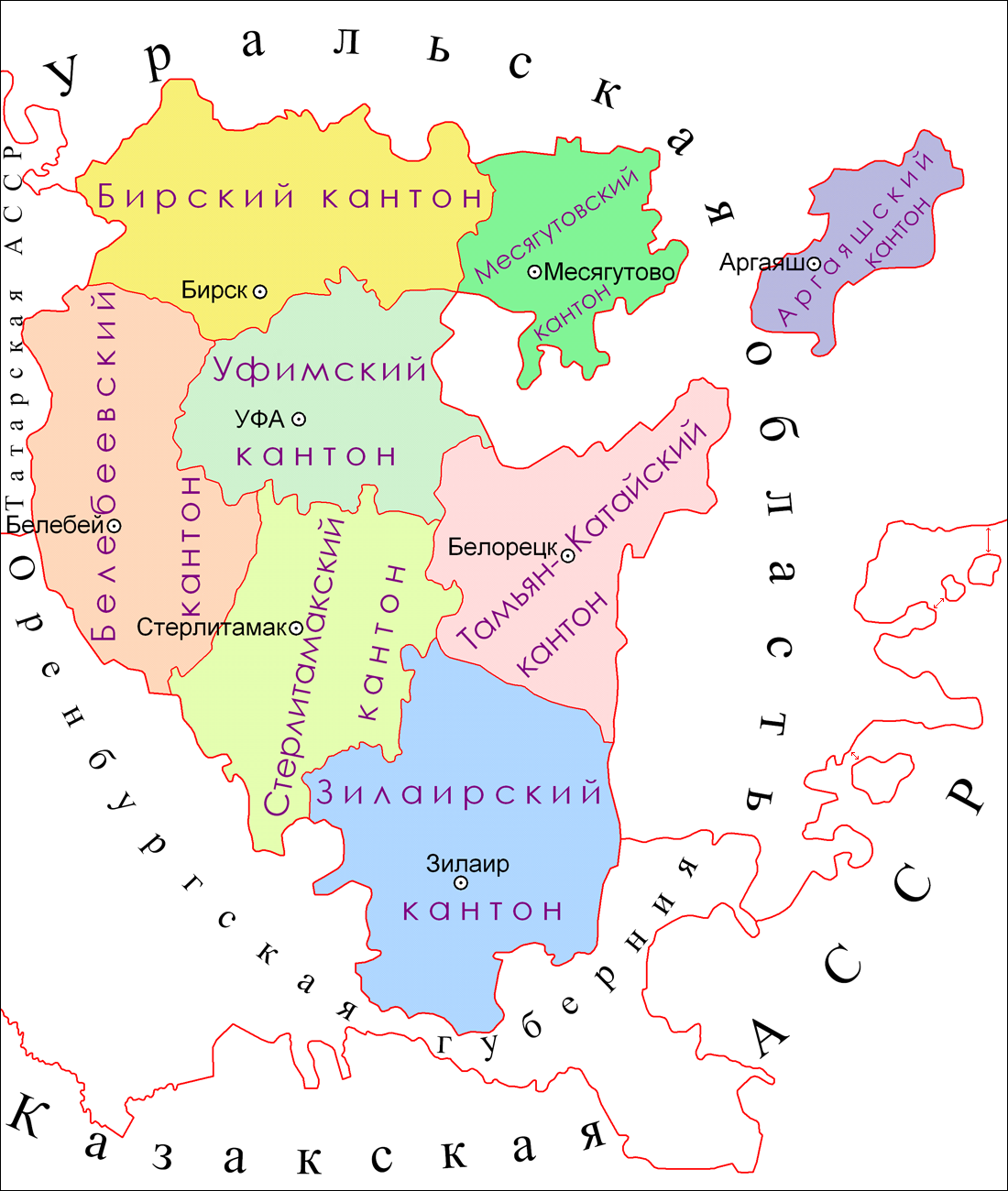

Тамьян-Катайский кантон располагался в восточной части Башкирской АССР. Кантон на севере граничил с Златоустовским уездом, на северо-западе — Кудейским кантоном, на востоке — Троицкими и Верхнеуральскими уездами, на юге — Бурзян-Тангауровским кантоном, а на востоке — Табынским и Юрматынским кантонами.

## Состав кантона
Центр — г. Белорецк, волости: Белорецкая (центр — г. Белорецк), Катайская (центр — д. Серменево), Кубеляк-Телевская (центр — д. Казаккулово), Тамьяно-Тангауровская (центр — д. Абзалилово), Тептяро-Учалинская (центр — д. Учалы), Тунгатаровская (центр — д. Тунгатарово), Узянская (центр — пос. Узянский завод), Усмангалинская (центр д. Усмангалина).

## История

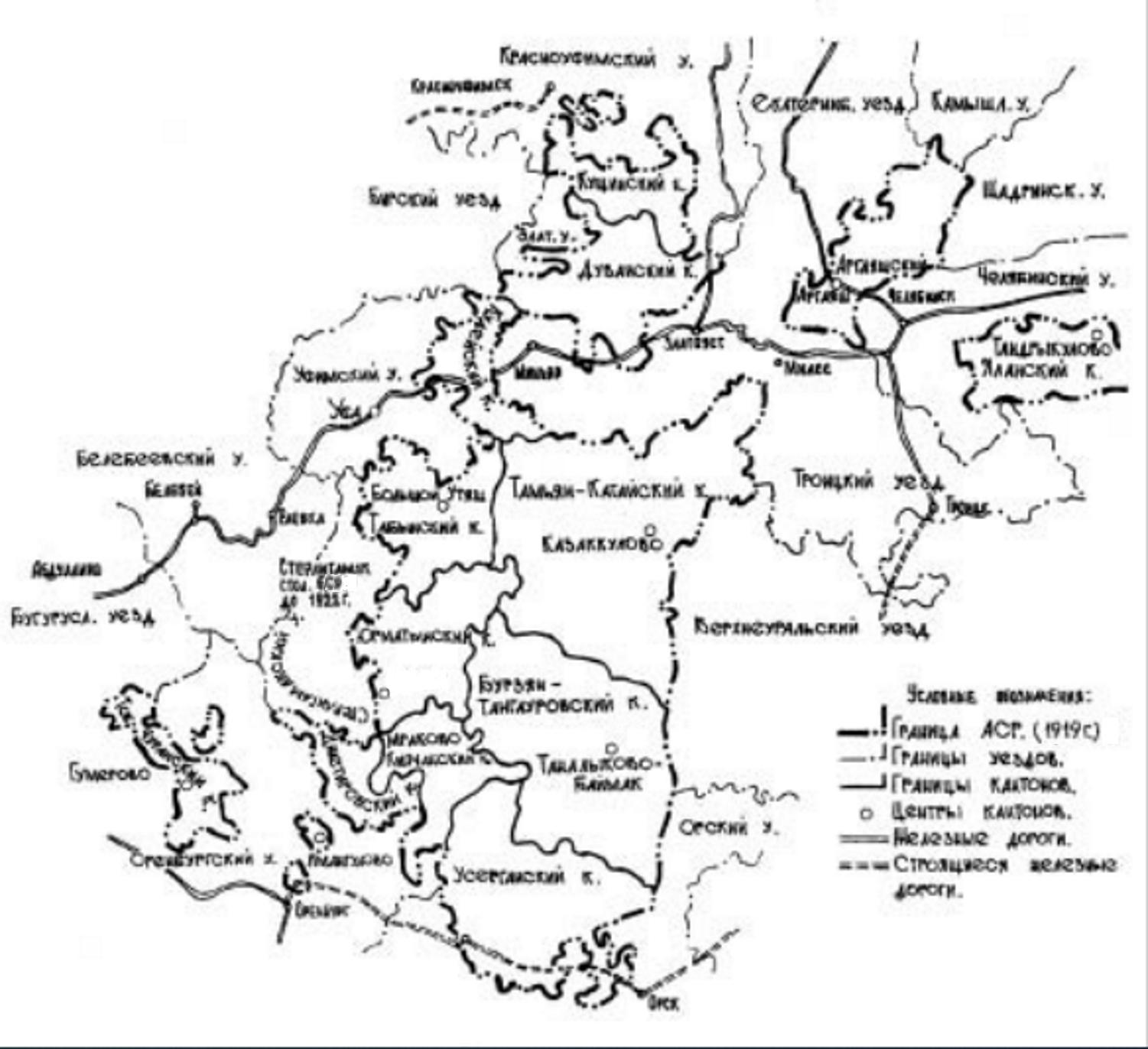
Тамьян-Катайский кантон на карте Малой Башкирии в сентябре 1919 года

В декабре 1917 года III Всебашкирский Учредительный курултай принял положение «Об автономном управлении Башкурдистана», согласно которой автономия состояла из девяти кантонов: Барын-Табынский, Бурзян-Тангауровский, Джитировский, Ичкин-Катайский, Кипчакский, Куваканский, Тамьянский, Ток-Чуранский и Усерганский. К началу 1919 года Башкурдистан состоял из 13 кантонов: Аргаяшский, Бурзян-Тангауровский, Джитировский, Дуванский, Кипчакский, Кудейский, Табынский, Кущинский, Тамьян-Катайский, Ток-Чуранский, Усерганский, Юрматынский и Яланский.
По «Соглашению центральной Советской власти с Башкирским правительством о советской автономии Башкирии» от 20 марта 1919 года территория республики состояла из 13 кантонов, в числе которых был и Тамьян-Катайский кантон.
В состав кантона вошли Авзяно-Петровская, Ахуновская, Белорецкая, Кагинская, Катайская, Кубеляк-Телевская, Ломовская, Тамьян-Тангауровская, Тептян-Учалинская, Тирлянская и Узянская волости Верхнеуральского уезда Оренбургской губернии, Байсакальская, Вознесенская, Мулдакаевская, Поляковская и Тунгатаровская волости Троицкого уезда Оренбургской губернии.
Согласно постановлению ВЦИК от 15 декабря 1924 года Тамьян-Катайский кантон был поделён на 8 волостей, а по декрету ВЦИК от 14 июня 1926 года — 8 волостей и был образован Ломовский самостоятельный сельсовет.
17 августа 1922 года ВЦИК принял декрет «О дополнительном расширении границ Автономной Башкирской Советской Социалистической Республики», согласно которому земли Тамьян-Катая перешли в Челябинскую губернию. Это решение вызвало протест башкирского населения.
Кантонные организации Тамьян-Катая также выступили за сохранение кантона в составе Башкирской республики. На заседаниях кантисполкома, канткома РКП(б) и ответработников кантона 26, 28 августа и 1 сентября 1922 года выносятся решения против передачи Тамьян-Катайского кантона с городом Белорецком в Челябинскую губернию.
2 октября 1922 года Оргбюро ЦК РКП(б) постановило воздержаться от выделения из состава Башкирская АССР Тамьян-Катайского кантона, и в этом поддержан Наркомнацем. Создается комиссия Оргбюро ЦК РКП(б) по данному вопросу. 31 октября она также выносит решение предложить Президиуму ВЦИК пересмотреть вопрос о передаче Тамьян-Катайского кантона. 2 ноября Оргбюро ЦК РКП(б) утверждает данное предложение комиссии. 9 ноября 1922 года Президиум ВЦИК выносит постановление об изменении пункта 3 своего постановления от 17 августа, касающегося передачи Тамьян-Катайского кантона. Остальная же часть южноуральского промышленного района отошла Челябинской губернии.

 
В январе 1923 года в Тамьян-Катайский кантон прибывает Председатель ВЦИК М. И. Калинин, который замечает трагические последствия голода в кантоне: 
«..в деревнях абсолютно почти не имеется скота, даже редко можно встретить кошек и собак, которых при таком ужасном голоде употребили в пищу…»
К примеру, в деревне Хамитово Узянской волости Тамьян-Катайского кантона до голода имелось 300 душ населения, 80 домохозяйств, 380 рабочих лошадей, 400 коров, а после голода осталось 162 душ населения, 48 домохозяйств, 15 рабочих лошадей, 10 коров.
20 августа 1930 года Тамьян-Катайский кантон упразднён, а его территория вошла в состав Абзелиловского (части Кубеляк-Телевской и Тамьян-Катайской волостей),
Белорецкого (Кагинская, Катайская, Тирлянская, Усмангалинская, часть
Тамьян-Тангауровской волостей, Ломовский сельсовет), Учалинского (Тунгатаровская, Учалинская, часть Кубеляк-Телевской волостей) районов автономной республики.

## Население
Численность населения по данным Всесоюзной переписи населения 1926 года по Тамьян-Катайскому кантону:
| Численность населения | Мужчины | Женщины | Обоего пола |
| --------------------- | ------- | ------- | ----------- |
| Всё население         | 55 667  | 63 752  | 119 419     |
| Городское население   | 14 090  | 15 878  | 29 968      |
| Сельское население    | 41 577  | 47 874  | 89 451      |

## Хозяйство
Основной отраслью экономики Тамьян-Катайского кантона являлись сельское хозяйство и горнозаводская промышленность.
Работали Белорецкий металлургический завод; Зигазинский, Инзерский и Тирлянский заводы; Белорецкие гвоздильно-проволочный и кирпичный завод, Петровский стекольный завод, 4 кожевенных завода, предприятия лесной и деревообрабатывающей промышленности, железорудные и хромовые рудники. В 1923 году функционировало 17 базаров.
В 1927 году площадь пашни составляла 27,4 тыс.га, в которых преобладали посевы овса (10,3 тыс.га) и пшеницы (9,8 тыс.га), а также имелись посевы ржи — 4,7 тыс.га, картофеля — 1,7 тыс.га и других культур. В 1927 году численность поголовья крупно рогатого скота достигало 83 645, лошадей — 39 843, овец — 80 194, коз — 16 477 и свиней — 1 126.
В 1926 году в кантоне насчитывалось 81 школа 1‑й ступени, 3 библиотеки и 6 изб-читален, в 1925 году — 6 больниц и 4 амбулатории.